# Wittig-Denkmal

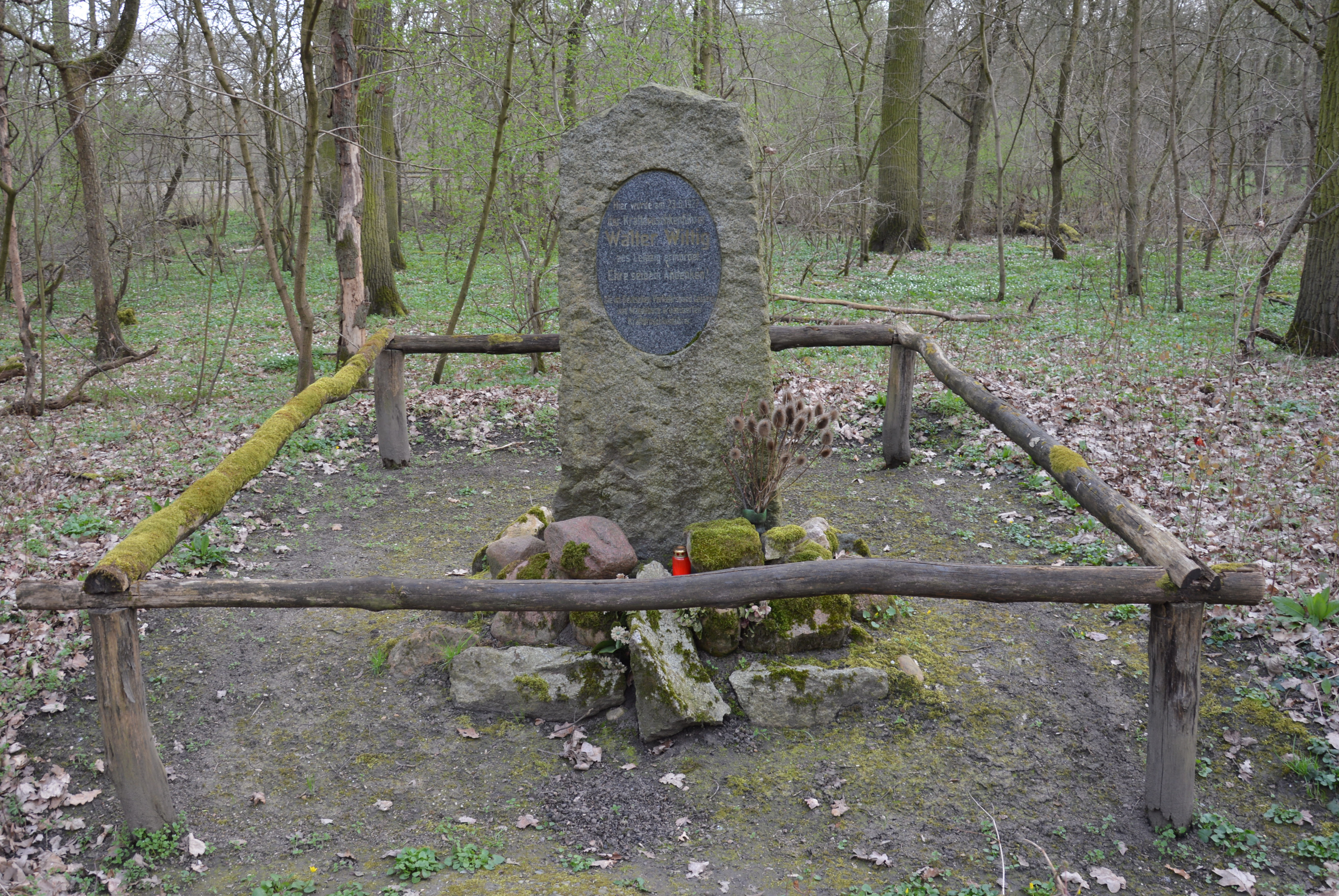
Denkmal für Walter Wittig

Das Wittig-Denkmal ist ein Denkmal für den im Umfeld des heutigen Denkmals ermordeten Kraftfahrer Walter Wittig in Magdeburg in Sachsen-Anhalt.

## Lage
Es befindet sich abgelegen auf der Südseite der Straße An den Rennwiesen im nordöstlichen Teil des Magdeburger Stadtteils Herrenkrug im Waldgebiet des Biederitzer Buschs.

## Geschichte und Gestaltung

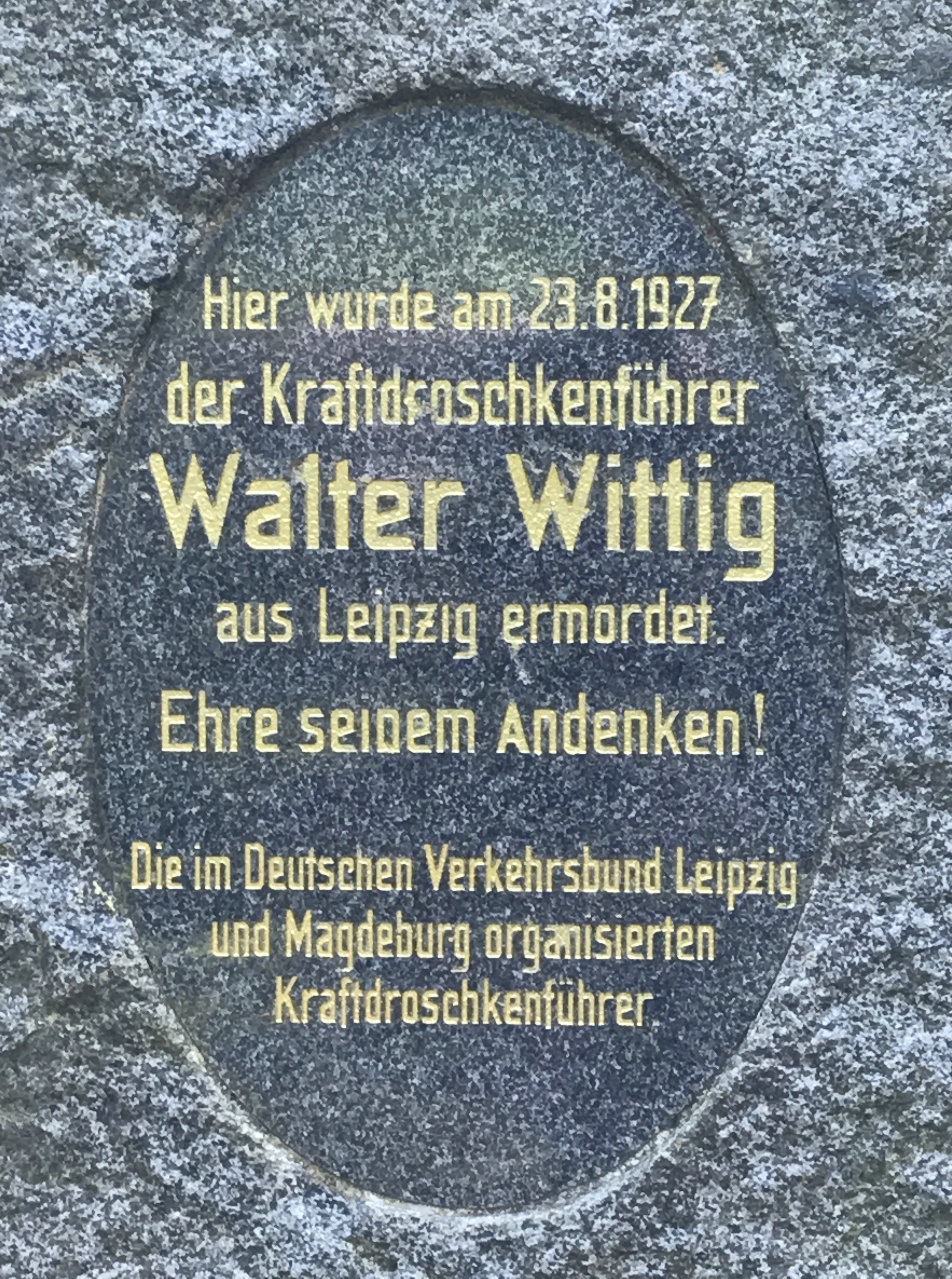
Tafel

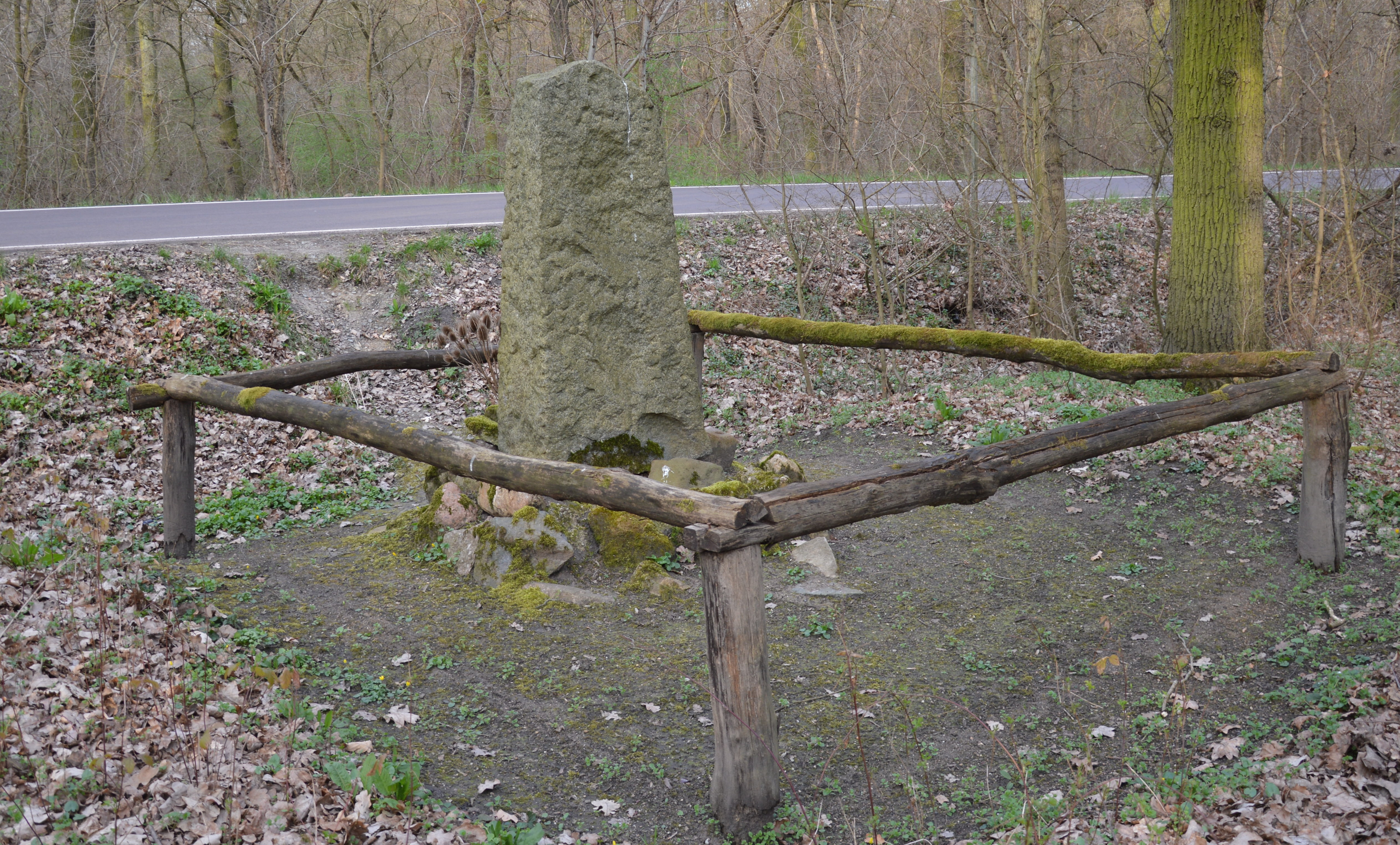
Rückseite

Das Denkmal wurde für den Leipziger Berufskraftfahrer Walter Wittig errichtet, der hier am 23. August 1927 ermordet wurde. Gesetzt wurde das Denkmal im Auftrage von Berufskollegen Wittigs, die Mitglieder im Deutschen Verkehrsbund Leipzig und Magdeburg waren.
Das Denkmal besteht aus einer aufrecht stehenden Steinstele, auf deren der Straße zugewandter Nordseite im oberen Teil eine ovale schwarze Tafel angebracht ist. Auf der Tafel befindet sich die Inschrift:
Hier wurde am 23.8.1927

der Kraftdroschkenführer

Walter Wittig

aus Leipzig ermordet

Ehre seinem Andenken!
Darunter in kleinerer Schrift:
Die im deutschen Verkehrsbund Leipzig

und Magdeburg organisierten

Kraftdroschkenführer
Das Denkmal ist von einer hölzernen Einfriedung umgeben. Es ist nicht im örtlichen Denkmalverzeichnis eingetragen.